# Comunidade Intermunicipal do Douro

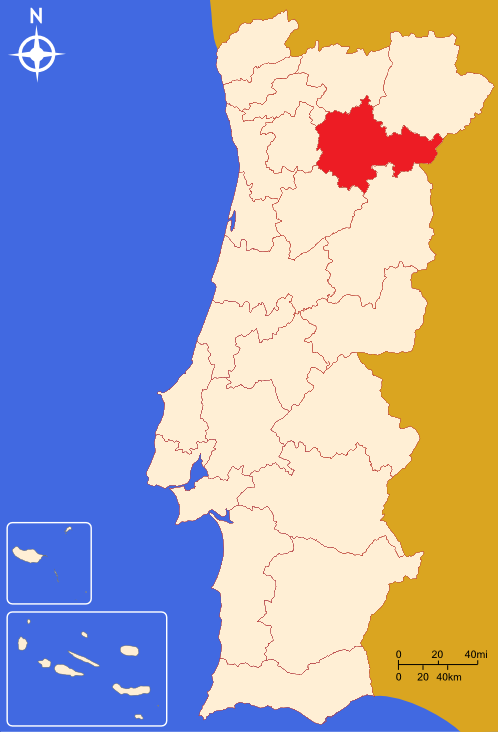
Comunidade Intermunicipal do Douro

A Comunidade Intermunicipal do Douro, também designada por CIMDOURO, é uma comunidade intermunicipal (CIM) de Portugal. É composta por 19 municípios. A área geográfica corresponde à NUTS III do Douro.

## Municípios
| Município                | Área (em km²) | População (censo de 2011) |
| ------------------------ | ------------- | ------------------------- |
| Alijó                    | 297,6         | 11.942                    |
| Armamar                  | 117,2         | 6.297                     |
| Carrazeda de Ansiães     | 279,2         | 6.373                     |
| Freixo de Espada à Cinta | 244,1         | 3.780                     |
| Lamego                   | 165,4         | 26.691                    |
| Mesão Frio               | 26,6          | 4.433                     |
| Moimenta da Beira        | 220           | 10.212                    |
| Murça                    | 189,4         | 5.952                     |
| Penedono                 | 133,7         | 2.952                     |
| Peso da Régua            | 94,9          | 17.131                    |
| Sabrosa                  | 156,9         | 6.361                     |
| Santa Marta de Penaguião | 69,3          | 7.356                     |
| São João da Pesqueira    | 266,1         | 7.874                     |
| Sernancelhe              | 228,6         | 5.671                     |
| Tabuaço                  | 133,9         | 6.350                     |
| Tarouca                  | 100,1         | 8.048                     |
| Torre de Moncorvo        | 531,6         | 8.572                     |
| Vila Nova de Foz Côa     | 398,2         | 7.312                     |
| Vila Real                | 378,8         | 51.850                    |
| Total                    | 4031,6        | 205.157                   |